# Patrixbourne
Patrixbourne est une localité du comté du Kent, en Angleterre.

## Géographie
Le village est situé le long de la route A2 vers Douvres, en surplomb de la rivière Nailbourne. 

## Histoire
Un cimetière anglo-saxon se trouve sur le domaine des Bifrons (Bifron's Park) au sud du village.